# Mauvières
Mauvières é uma comuna francesa na região administrativa do Centro, no departamento Indre. Estende-se por uma área de 23,46 km². Em 2010 a comuna tinha 310 habitantes (densidade: 13,2 hab./km²).